# NGC 5083
NGC 5083 (другие обозначения — UGC 8367, MCG 7-27-59, ZWG 217.28, IRAS13167+3951, PGC 46413) — спиральная галактика с перемычкой (SBc) в созвездии Гончие Псы.
Этот объект входит в число перечисленных в оригинальной редакции «Нового общего каталога».